# Легтсе
Ле́гтсе (ест. Lehtse alevik) — селище в Естонії, у волості Тапа повіту Ляене-Вірумаа.

## Населення
Чисельність населення на 31 грудня 2011 року становила 383 особи.

## Історія
З 24 жовтня 1991 до 21 жовтня 2005 року селище входило до складу волості Легтсе й було її адміністративним центром.

## Відомі особистості
В поселенні народилась:
- Лінда Рууд (1932—2010) — естонська поетеса, письменниця, перекладачка.